# Ergolding
Ergolding – gmina targowa w Niemczech, w kraju związkowym Bawaria, w rejencji Dolna Bawaria, w regionie Landshut, w powiecie Landshut. Leży na północ od Landshut, przy autostradzie A92, drodze B15, B299 i linii kolejowej Monachium – Ratyzbona.